# نوجین
نوجین یکی از شهرهای استان فارس است که در بخش مرکزی شهرستان فراشبند واقع شده‌است. جمعیت
این شهر بر پایه سرشماری نفوس و مسکن سال ۱۳۹۵، ۳٬۷۶۹ تن جمعیت دارد. فاصله نوجین از شهر بالاده حدود ۲۰ کیلومتر و از شهر فراشبند ۳۰ کیلومتر می‌باشد.

## مردم و زبان
از لحاظ تنوع قومیتی نوجین در حال حاضر دارای دو قومیت فارس زبان و ترک زبان قشقایی (طایفه صفی خانی) می باشد، مردم نوجین به گویش دشتستانی صحبت می کنند.

## زیارتگاه
امامزاده سید نظام الدین
نسب او با یک واسطه به امام سجاد منتهی می‌شود. امامزاده نظام الدین ابن حسین الاصغر (مدفون درگردنه کوه اردلان نیشابور) ابن زین العابدین، بقعه این امامزاده در ۴ کیلومتری شهر نوجین و ۳۴ کیلومتری شهر فراشبند قرار گرفته‌است. ساختمان این امامزاده به سبک معماری جدید با ۱۵۰ مترمربع زیربنا دارای گنبد و ضریح، داخل حرم آجر سه سانتی وآیینه کاری می‌باشد

## تفرجگاه
یکی از مناطق گردشگری نوجین چشمه آبگرم آن می‌باشد که با داشتن قدمتی زیاد و بیرون آمده از دل کوه به منطقه‌ای زیبا جهت تفریح وشنا مبدل گردیده‌است که همراه با تأثیر آب درمانی در جنوب شهر باعث پوشش گیاهی متنوع و حضور پرندگان و وحوش مختلف گردیده‌است.

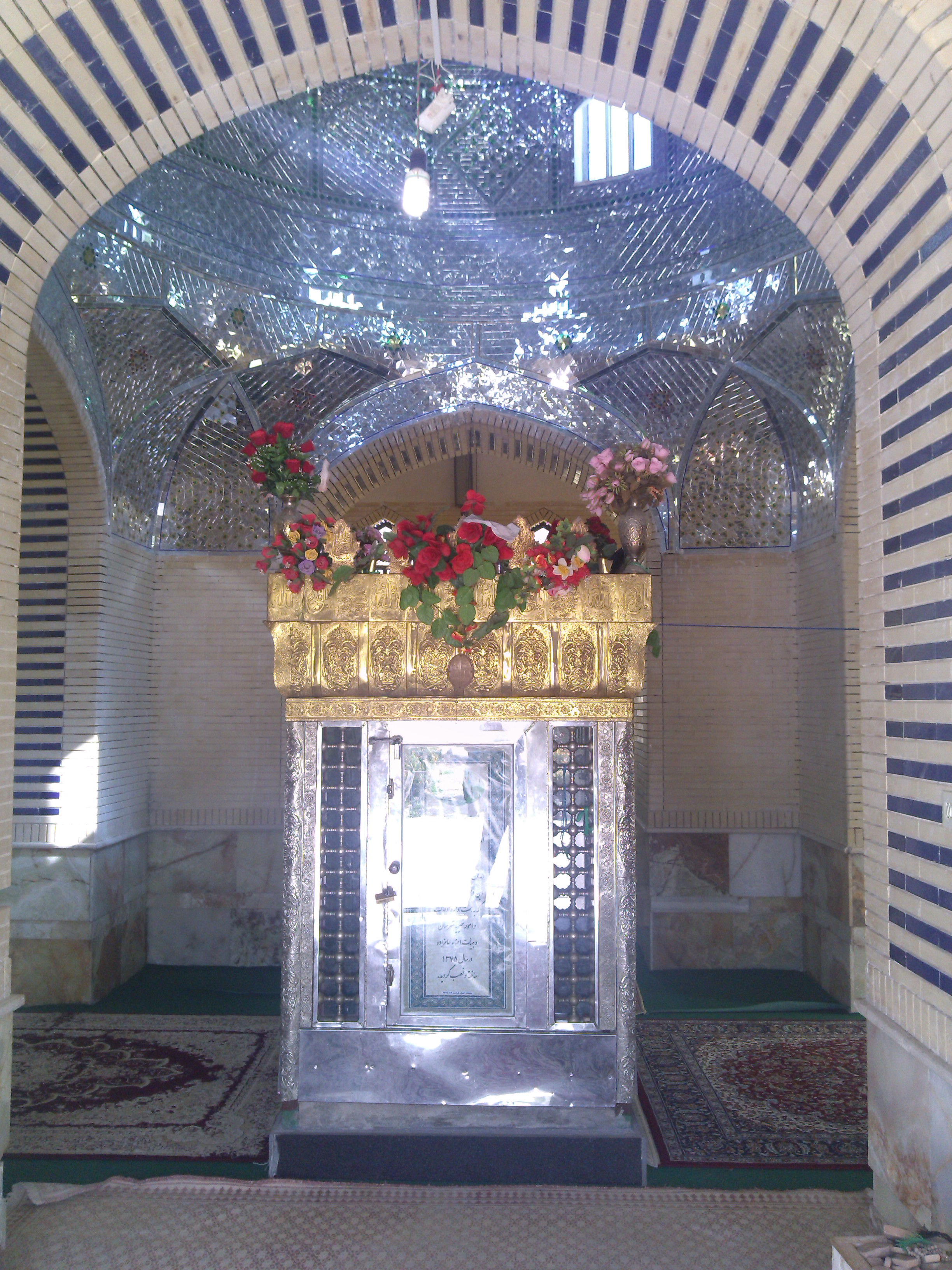
ضریح امامزاده
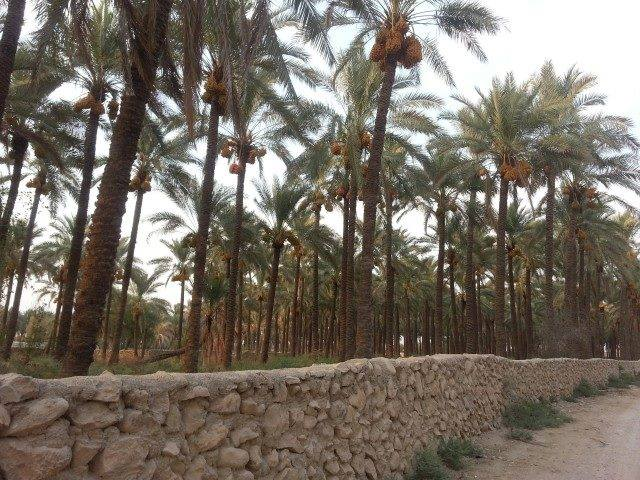
نخلستان قصب